# Adji-boto
Adji-boto es un juego mancala tradicional jugado por los saramacos, o sea los criollos que viven en las orillas del río Saramacca, en Surinam. Es similar a ciertas mancalas que se juegan en África Occidental, especialmente en Benín, y puede ser considerado una variación del juego llamado Oware, que es el juego mancala más común de América.
El juego desempeña un rol importante en la vida social de los saramacanos, y está muy vinculado con los ritos funerarios. Al producirse la muerte de una persona, el juego es jugado durante diez días antes del enterramiento; por la noche, el tablero es dejado afuera al descampado de forma que los yorkas (espíritus de los muertos) puedan jugar con él. La intención es atraer a los espíritus hacia la villa de forma tal que eventualmente puedan aceptar al espíritu del muerto en su comunidad. Solo las viudas pueden fabricar los tableros. 